# 薛国観
薛 国観（せつ こくかん、1582年3月26日- 1641年9月12日）は、明末の官員。字は廷賓。

## 生涯
陝西韓城の人。廉潔でありつつも酷薄な性格であったという。
万暦47年（1619年）、科挙に合格して進士に及第し、萊州推官になった。天啓4年（1624年）、給事中となった。魏忠賢を支持し、東林党の恨みを買った。
崇禎元年（1628年）、魏忠賢に連座し、免職されて帰郷した。崇禎3年（1630年）、兵科給事中として呼び戻され、左僉都御史に累進した。崇禎10年（1637年）、礼部左侍郎と東閣大学士に上り、国政に参与した。
崇禎12年（1639年）、内閣首輔となった。薛国観は崇禎帝のためにアイデアを出し、軍事費の捻出の目的で、軍事に疎遠な外戚、中でも崇禎帝との関係が比較的遠い外戚らに多額の「義捐金」の供出を強要した。ちょうどその頃、武清侯の李国瑞は庶兄の李国臣と仲違いしており、怒った李国臣が「父の財産40万両を国瑞が一人占めした」と誹謗した。崇禎帝はただちに40万両の供出を李国瑞に命じた。李国瑞は家財を換金しても要求額になお足りず、自ら縊死した。まもなく皇子朱慈燦（貴妃田秀英の息子）が病没し、孝定太后（崇禎帝の曾祖母で李国瑞の祖父の姉）の呪いと噂された。薛国観は崇禎帝の怒りを買い、翌年免職され帰郷した。さらに呉昌時らのわなにはまって弾劾を受け、翌年8月に「収賄罪」で自殺を命じられた。怒りの収まらなかった崇禎帝は収骨許可を引き延ばし、遺体は2日後まで棺に納められたまま置かれた。薛国観の財産は押収されたが、全財産で600両の小金であった。

## 参考資料
- 『崇禎長編』
- 『明史』列伝第一百四十一
- 『玉堂薈記』
- 『注解大六壬指南』